# Шипковско теке
Шипковско теке (на македонска литературна норма: Шипковско Теќе) е бивше село в община Тетово, Северна Македония.

## География
Шипковско теке е в областта Долни Полог, в източните склонове на Шар в долината на Пена, северозападно от Тетово, между Шипковица и Селце.

## История
Селото е основано около бекташкото Коюн Баба теке, подчинено на тетовското Арабати Баба теке. Текето е основано от Коюн Баба (Куен Баба), който и умира там. Около текето се заселват мюсюмани от Дебър, известни като Ибраимовци. В 1948 година около текето има три къщи. В 1948 година в селото е построен детски летен лагер.